# Gomphodontosuchus
Gomphodontosuchus é um gênero criado para descrever a espécie Gomphodontosuchus brasiliensis.

## Espécies
Gomphodontosuchus brasiliensis, é uma espécie coletada pela primeira vez em 1927 por Guilherme Rau, na Sanga da Alemoa, Brasil. Posteriormente em 1928, Friedrich Von Huene publicou um artigo sobre o Cinodonte encontrado.